# 212 г. пр.н.е.
212 (двеста и дванадесета) година преди новата ера (пр.н.е.) е година от доюлианския (Помпилийски) римски календар.

## Събития

### В Римската република
- Консули са Квинт Фулвий Флак и Апий Клавдий Пулхер.
- Публий Лициний Крас Див е избран за понтифекс максимус.[1]
- Реформа на римската парична система.[2][notes 1]
- Ханибал превзема Тарент, Метапонт, Турии и Хераклея.[2]
- Консулите обсаждат Капуа.[2]
- Римският командир Тиберий Семпроний Гракх и малка група от ръководените от него войници попадат в засада устроена от картагенците в Лукания и е убит.[3]
- Ханибал разбива войската на Марк Центений Пенула в битката при река Силарус.
- След дълга обсада римската армия на Марк Клавдий Марцел превзема Сиракуза. По време на разграбването на града е убит известният математик и инженер Архимед, въпреки заповедите на Марцел изискващи той да бъде заловен жив.[4][notes 2]

### В Испания
- Римляните завладяват Сагунт и Кастелон.[2]

### В Азия
- Антиох III започва големия си източен поход (Anabasis, 212 – 205 г. пр.н.е.) целящ да възстанови селевкидския контрол над отцепените от партите и Бактрия територии и отвел го по стъпките на Александър Велики до Индия.[2]

### В Тракия
- Траките унищожават Тиле и келтското царство, на което градът е столица.[5]

## Починали
- Архимед, древногръцки математик, астроном, физик и инженер (роден 287 г. пр.н.е.)
- Помпония, римски матрона и майка на Сципион Африкански и Сципион Азиатски
- Тиберий Семпроний Гракх, римски политик

Бележки:
1. ↑  Годината е приблизителна
2. ↑  Възможно е падането на Сиракуза да се е случило през пролетта на следващата 211 г. пр.н.е.